# Château de Bois-le-Roi
Ne pas confondre avec le château de Nailly à Dammarie-sur-Loing, dans le département du Loiret en région Centre-Val de Loire.
Pour les articles homonymes, voir Bois-le-Roi.
Le château de Bois-le-Roi est un château situé à Nailly, en France.

## Localisation
Le château est situé dans le département français de l'Yonne, sur la commune de Nailly,  à 6 km de la ville de Sens.

## Description
C’est un bâtiment construit sur un plan rectangulaire irrégulier qui comporte deux niveaux sous un toit de tuiles mansardé. Aux quatre angles, une tour du XVe siècle et trois tourelles. Des fossés entourent le bâtiment.
La façade Est, percée d’une tour porche (ancien pont-levis) relie le bâtiment nord à l’ancienne tour du XVe siècle transformée  en colombier en 1636 après l’anoblissement par Louis XIII de  Jean Baptiste Couste, fondateur du château .
Le pigeonnier de « Bois le Roi » est dans un état remarquable avec ses 1200 boulins , son échelle tournante, et sa charpente en cœur de chêne de 400 ans d’âge.
De gros travaux de restauration ont été réalisés en 1930 par son dernier acquéreur, puis dans les années 1970-1980 et 2011-2012.
Le Château de « Bois le Roi » est inscrit à l’Inventaire supplémentaire des Monuments Historiques (ISMH) depuis 1981.
Il est affilié à la Demeure Historique (DH) et aux Vieilles Maisons Françaises (VMF)

## Historique
L’agrément des archevêques de Sens, seigneurs de la baronnie de Nailly, fut nécessaire pour que soit érigé en fief, le 29 août 1633, le domaine rural que possédait en ce lieu la famille sénonaise des Couste.
Jean Baptiste Couste est le fondateur du château de Nailly, après avoir été le messager de l’ambassadeur du roi de France auprès du Grand Turc à Constantinople.